# انتواع محاذ
يتطور في الانتواع المحاذي أو الانتواع الباراباتري (بالإنجليزية: Parapatric speciation)‏ نوعان من الأقليات بالانعزال التكاثري من نوعٍ آخر، ويستمر تبادل الجينات. لهذا النموذج من الانتواع ثلاث صفات مميزة: 1) يحدث التزاوج بشكلٍ غير عشوائي، 2) يحدث انسياب المورثات بصورةٍ غير متكافئة، 3) توجد التجمعات السكانية في نطاقاتٍ جغرافيةٍ مترابطة أو غير مترابطة. قد يكون هذا النمط من التوزيع نتيجةً لتشتت حيوي غير متساوٍ أو عوائق جغرافية غير مكتملة أو تعبيرات جينية متباينة متعلقة بالسلوك في جملة أمور. ويتنبأ الانتواع المحازي بأن المناطق الهجينة غالبًا ما تكون موجودة في نقطة اتصال بين المجتمعين السكانيين.
في الجغرافيا الحيوية، يُستخدم مصطلحا المحازي (parapatric) والباراباتري (parapatry) لوصف العلاقة بين الكائنات الحية التي لا تتداخل نطاقاتها في الجراحة بشكلٍ كبير ولكنها متاخمة لبعضها مباشرةً؛ لا تحدث معًا إلا في منطقة الاتصال الضيقة. الانتواع المحازي هو توزع جغرافي معاكس للانتواع التماثلي «السمبتري» (نفس المنطقة) والانتواع التبايني «الألوباتري» أو الانتواع الخارجي «البيريباتري» (حالات متشابهتان في مناطق مختلفة).
اقتُرحَت نماذج متنوعة ستناقَش فيما بعد. صنّف كل من جيري كوين وإتش. آلين أور في كتاب «الانتواع» هذه النماذج إلى ثلاث مجموعات: تدرج نمطي (مدروج بيئي) و«نقطة انطلاق» (الجمهرة المنعزلة) والانتواع الموائم في فهرس أبجدي مع معظم المواد المطبوعة في قسم الانتواع المحازي. منذ ذلك الحين تُقسَم النماذج وفق نَسق مماثل.
يُعَد تشارلز داروين أول من اقترح هذا النموذج من الانتواع الذي لم يُعرَف حتى عام 1930 عندما نشر رونالد فيشر كتابه «النظرية الوراثية للانتقاء الطبيعي» حين لخّص نموذجاً نظرياً حرفياً للانتواع المتدرج. اقترح جوزيف فيلسنشتاين في عام 1981 نموذجًا بديلًا لـ «الجمهرة المنعزلة» (نقطة الانطلاق)، ومنذ زمن داروين، أُجري قدرٌ كبيرٌ من الأبحاث حول الانتواع المحازي، وخلصت إلى أن آلياته مقبولة نظريًا، «وبالتأكيد حدث معظمها في الطبيعة».

## النماذج
تدعم النماذج الرياضية والدراسات المخبرية والأدلة الرصدية وجودَ حوادث انتواع محازي في الطبيعة. من صفات الانتواع الباراباتري وجود حاجز خارجي جزئي أثناء التفرّع؛ ما يؤدي إلى صعوبة في تحديد ما إذا كان هذا النموذج من الانتواع قد حدث فعلًا، أو إذا كان للنموذج البديل (ولا سيما الانتواع متباين الموطن) دور في تفسير المعطيات. تطرح هذه المشكلة السؤال الذي لم يُجب عليه فيما يتعلق بتكرار حدوثه عمومًا في الطبيعة.
يمكن فهم الانتواع المحازي على أنه مستوى من انسياب الجينات بين الجمهرات، إذ إن {\displaystyle m=0} في الانتواع التبايني (والخارجي)، و{\displaystyle m=0.5} في الانتواع التماثلي. والانتواع المحازي بالمتوسط بين القيمتين. يندرج في صلب ذلك، تغطية الانتواع المحازي للتسلسل المستمر بأكمله. ممثلة بـ {\displaystyle 0<m<0.5}. يرفض بعض علماء الأحياء هذا الرسم التصويري، ويدعون إلى عدم استخدام مصطلح الانتواع المحازي بغير تحفظ؛ «لأن العديد من التوزيعات المكانية المختلفة يمكن أن تؤدي إلى مستويات متوسطة من انسياب الجينات». يؤيد آخرون هذا الموقف ويقترحون التخلي عن مخططات التصنيف الجغرافي (النماذج الجغرافية للانتواع) بالمجمل.
لقد ثبت أن الاصطفاء الطبيعي هو المحرك الأساسي في الانتواع المحازي (من بين نماذج أخرى)، وغالبًا ما تكون شدة الانتقاء أثناء التفرّع عاملاً مهمًا. قد ينجم الانتواع المحازي أيضًا عن العزل التوالدي الناتج عن الانتقاء الاجتماعي: الأفراد الذين يتفاعلون بطريقةٍ غير إيثارية.

### التدرجات البيئية
بسبب الطبيعة المستمرة للتوزيع السكاني المحازي، تتداخل البيئات الملائمة للسكان في كثير من الأحيان، ما ينتِج سلسلة متصلة في الدور البيئي للأنواع عبر التدرج البيئي.
قد تتطور المجموعات المعزولة جغرافيًا بالانعزال التكاثري دون انسياب الجينات في الانتواع التبايني أو الخارجي، يؤدي انسياب الجينات المنخفض للانتواع المحازي غالبًا إلى حدوث تدرج نمطي يؤدي فيه التباين في الضغوط التطورية إلى حدوث تغير في تواتر الأليل داخل تجميعة الجينات بين السكان. يؤدي هذا التدرج البيئي في النهاية إلى أنواع بارزة وراثيًا.
اعتمد مفهوم فيشر الأولي للانتواع الممالي (على عكس معظم الأبحاث الحديثة عن الانتواع) على مفهوم الأنواع المورفولوجية. مع هذا التفسير الذي أُثبِت رياضيًا فيما بعد، يمكن لنموذجه النظري الحرفي إنتاج أنواع جديدة بشكلٍ فعال. طُوِّرت نماذج رياضية أخرى لإثبات إمكانية حدوث انتواع ممالي يُعوَّل عليه، ما أكده جيري كوين وإتش. آلين أور، «افتراضات إما أنها مقيدة أو غير واقعية بيولوجيًا».
طور كل من ميشيل كايس وجانيس أنتونوفيتش نموذجًا رياضيًا للانتواع الممالي، ووجدا أدلة على أن «كل من الاختلاف الوراثي والعزل التوالدي قد يحدثان بين المجموعات المرتبطة بانسياب الجينات». يدعم هذا البحث العزل الممالي مقارنة بأنواع الحلقة، ما عدا أن النهايات الطرفية الجغرافية لا تتقابل لتكمل الحلقة.
طور كل من مايكل دوبيلي وأولف ديكمان نموذجًا رياضيًا أشار إلى أن التماس البيئي هو عامل مهم في الانتواع المحازي، وأنه على الرغم من أن انسياب الجينات يعمل حاجزاً يباعد بين السكان المحليين، إذ يقود الاصطفاءُ التمزيقي التزاوجَ المتلائق؛ ما يؤدي في النهاية إلى انخفاض كامل في انسياب الجينات. يشبه هذا النموذج عملية التعزيز باستثناء أنه لا يوجد حدث اتصال ثانوي أبدًا. خلص الباحثون إلى أن «التفاعلات المتوضعة مكانيًا على طول التدرجات البيئية يمكن أن تسهل الانتواع من خلال انتخاب التردد وتؤدي إلى أنماط من العزل الجغرافي بين الأنواع الناشئة». مع ذلك تعارض إحدى الدراسات التي أجراها جيتكا بولتشوفا ونيكولاس بارتون هذه الاستنتاجات.

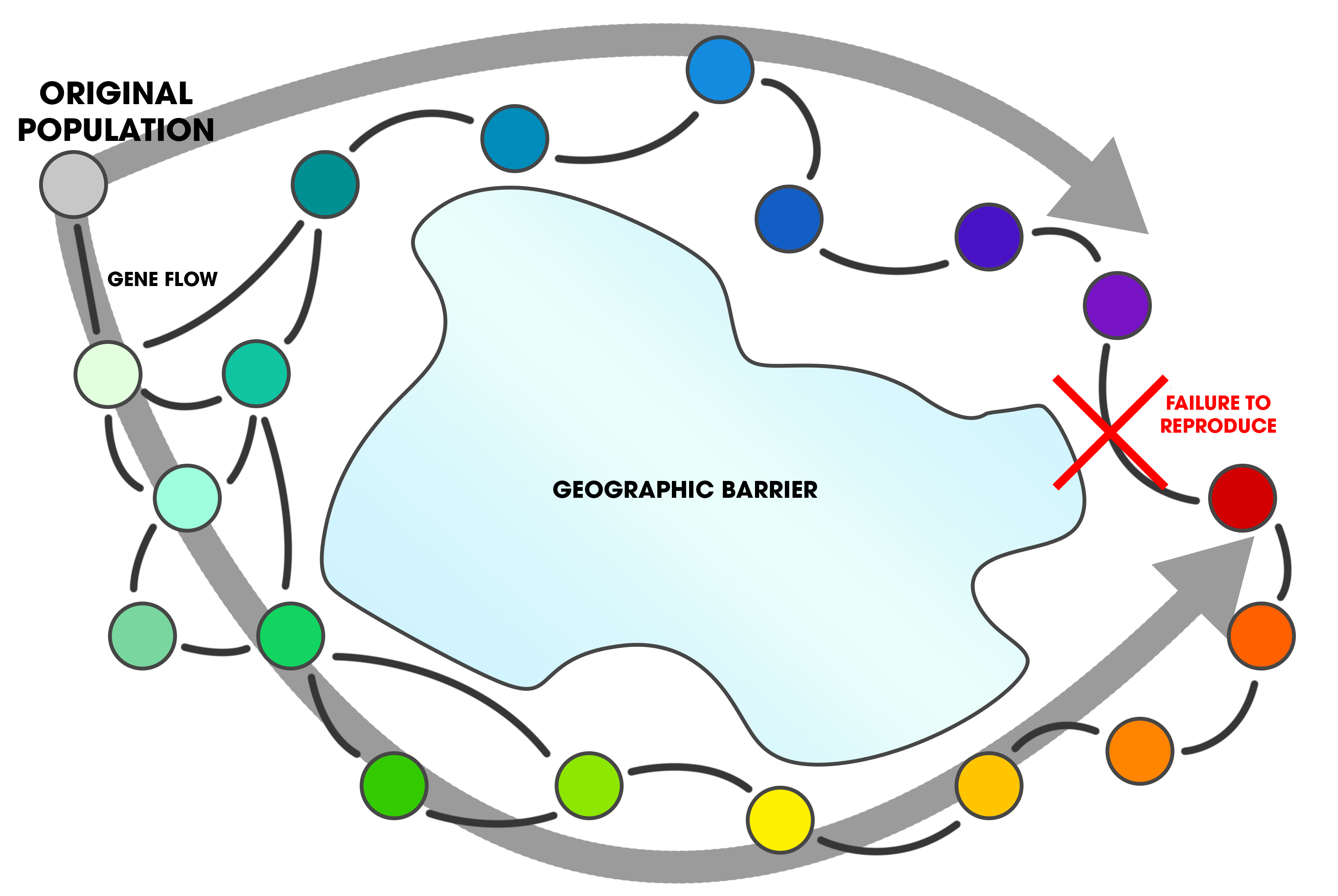
باستطاعة الأفراد في الأنواع الحلقيّة التكاثر بنجاح (تبادل الجينات) مع أعضاء نوعهم في التجمعات المجاورة التي تشغل موطنًا ملائمًا حول حاجز جغرافب ما. ليس بمقدور الأفراد الواقعين في نهاية خط تنوع السمات التكاثر عند الاتصال بهم.

#### الأنواع الحلقية
يرتبط مفهوم الأنواع الحلقية بالانتواع التبايني بصفته حالة خاصة، ومع ذلك يجادل جيري كوين وإتش. آلين أور بأن تصور إرنست ماير الأولي لأنواع الحلقة لا يصف الانتواع التبايني، «لكن الانتواع الذي يحدث من خلال إضعاف انسياب الجينات بعد مسافة». ويزعمان أن أنواع الحلقة تقدم دليلًا على وجود الانتواع المحازي بالمعنى غير التقليدي. ويذهبان إلى استنتاج ما يلي:
«بالرغم من ذلك، فإن أنواع الحلقة أكثر إقناعًا من حالات العزل الممالي لإظهار أن انسياب الجينات يعوق تطور العزل التوالدي. في العزل الممالي يمكن القول بأن العزل التوالدي كان سببه الاختلافات البيئية التي تزيد مع المسافة بين السكان. لا يمكن للمرء أن يقدم حجة مماثلة لأنواع الحلقة؛ لأن أكثر المجموعات المنعزلة عن طريق التكاثر تظهر في نفس الموطن».

### المجموعات السكانية المنعزلة
أشار كوين وأور إليها على أنها نموذج «نقطة انطلاق»، وهي تختلف بصفة نمط توزيع الأنواع السكانية. بالتأكيد ينتج عن الجمهرة في المجموعات المنعزلة نوع جديد بسهولة أكبر من تلك الموجودة في تدرج نمطي بسبب انسياب الجينات المحدود. وهذا يسمح للجمهرة بتطوير عزل توالدي إما عن طريق سيطرة الاصطفاء أو الانحراف الوراثي على انسياب الجينات بين السكان. فكلما كان عدد السكان المنعزلين أصغر، يُحتمل أن تخضع الأنواع لمعدل أعلى من الانتواع المحازي.
طُوِّرَت العديد من النماذج الرياضية لاختبار ما إذا كان هذا النموذج من الانتواع المحازي يمكن أن يحدث، وتجهيز الإمكانية النظرية، ودعم المقبولية البيولوجية (اعتمادًا على معايير النماذج وتوافقها مع الطبيعة). يعَد جوزيف فيلسنشتاين أول من طور نموذج العمل. وفي وقتٍ لاحق، طور سيرجي جافريليتس وزملاؤه نماذج تحليلية وديناميكية عديدة للانتواع المحازي ساهمت بشكلٍ كبير في الدراسة الكمية للانتواع.

#### الانتواع المحازي التبايني (البارا-ألوباتري)
هناك مفاهيم أخرى طورها نيك بارتون وغودفري هيويت في دراسة 170 منطقة هجينة، اقترحت أن الانتواع المحازي يمكن أن ينتج عن نفس المكونات التي تسبب الانتواع التبايني. يُطلق عليه اسم الانتواع البارا-ألوباتري، ويبدأ السكان في التباعد محازيًا تباينيًا، وينتجون نوعًا جديدًا تمامًا فقط بعد تباين الموطن.

### النماذج الموائمة
يشمل أحد أشكال الانتواع المحازي الاختلافات الصبغية للأنواع. طور مايكل جيمس دينهام وايت نموذج الانتواع الموائم عندما درس جراد المورابين النطاط الأسترالي (فانديمينيلا). تصبح البنية الكروموسومية للمجتمع الجزئي للأنواع المنتشرة سيادة ناقصة، ما يؤدي إلى التثبيت. وبعد ذلك تتوسع المجتمعات الجزئية ضمن نطاق أكبر للأنواع، فتخضع للتهجين (مع عقم النسل) في المناطق الهجينة الضيقة. يزعم دوغلاس ج. فوتويما وغريغوري سي. ماير أن هذا النموذج من الانتواع المحازي يتعذر الدفاع عنه، ولا يُرجَّح أن تسبِّب إعادة ترتيب الكروموسومات الانتواع. ومع ذلك تدعم البيانات أن إعادة ترتيب الكروموسومات يمكن أن تؤدي إلى العزل التوالدي، ولكن هذا لا يعني حصيلة الانتواع نتيجةً لذلك.

## الأدلة

### أدلة مخبرية
أُجري عدد قليل جدًا من الدراسات المخبرية التي تختبر بوضوح الانتواع المحازي. ومع ذلك، تقدم الأبحاث المتعلقة بالانتواع التماثلي في كثير من الأحيان الدعم لحدوث المحازي. يرجع ذلك إلى حقيقة أنه في الانتواع التماثلي يكون انسياب الجينات داخل المجتمع غير مقيد، بينما في الانتواع المحازي يكون انسياب الجينات محدودًا، ما يسمح للعزل التوالدي بالتطور بشكل أسهل. نفذ كل من آن - بريت فلورين وأندرس أودين 63 تجربة مخبرية أجريت بين عامي 1950 و2000 (درسَ وليام ر. رايس وإلين إي. هوسترت سابقًا العديدَ منها) فيما يتعلق بالانتواع التماثلي والمحازي. زعموا أن الأدلة المخبرية أكثر قوة مما اقتُرح غالبًا، مستشهدين بأحجام المجتمعات المخبرية باعتبارها موطنَ ضعْف أساسي.

### أدلة مبنية على مشاهدات

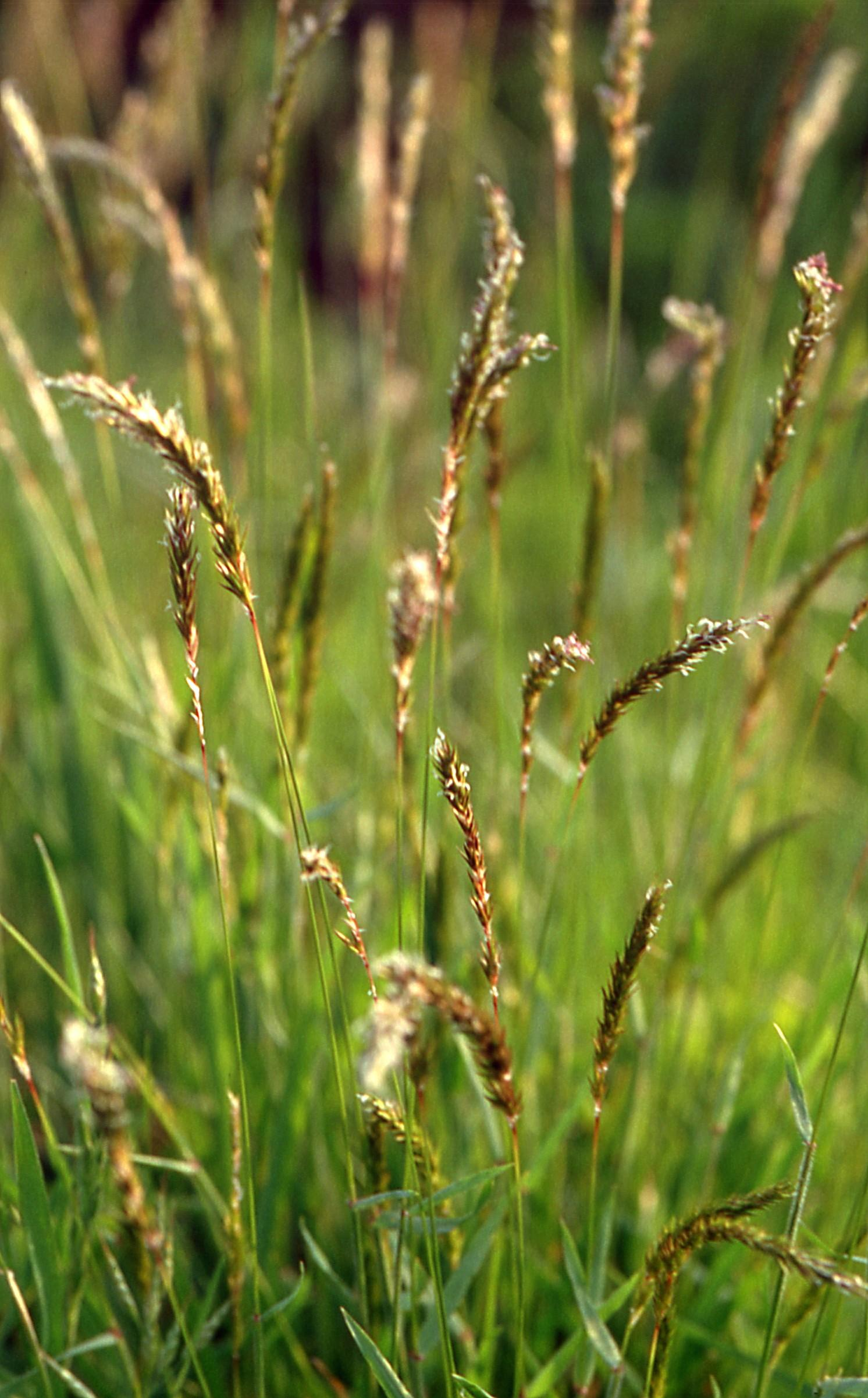
عشب الربيع العطري

يصعُب جدًا رصد الانتواع المحازي في الطبيعة. وينتج هذا عن عامل أساسي واحد: يمكن بسهولة شرح أنماط الانتواع المحازي عن طريق النموذج المتناوب للانتواع. خصوصًا أن توثيق الأنواع قريبة الصلة -التي تتقاسم الحدود المشتركة بدقة- لا يدل على أن الانتواع المحازي هو النموذج الذي أوجد نمط التوزيع الجغرافي هذا. وُصِفَ ذلك بالمعايير التالية:
- يمكن تفسير مجتمعات الأنواع التي تنضم وتشكل علم البيئة الجماعي بأنها تتشكل بطريقة مقنعة في الانتواع المحازي إذا:

- لم يوجد دليل على وجود فترة من الانفصال الجغرافي بين نوعين قريبي الصلة.
- لم تتوافق مواضع صبغوية مختلفة على طول التدرج النمطي.
- تضمن تطور السلالات -بما في ذلك المجموعات الشقيقة- أوقات التباعد المختلفة.

- تشير الأنواع المستوطنة -التي توجد داخل موطن مخصص بجانب الأنواع الشقيقة التي لا توجد في موطن مخصص- بقوةٍ إلى حدوث انتواع محازي.[1]

يمكن ضرب المثل بالأنواع العشبية كالنحيلة المرجية التي تنمو في التربة الملوثة بمستويات عالية من النحاس المستخرج من منجم جديد. المجاورة في التصنيف للأنواع النامية في التربة غير الملوثة. تطوِّر المجتمعات العزلَ التوالدي بسبب الاختلافات في الإزهار. عُثِرَ على نفس الظاهرة في عشب الربيع العطري الذي ينمو في التربة الملوثة بالرصاص والزنك.
غالبًا ما يستشهد بالتدرج النمطي على أنه دليل على وجود الانتواع المحازي وقد وُثِّقت العديد من الأمثلة في الطبيعة، ويحتوي الكثير منها على مناطق هجينة. ومع ذلك يمكن في كثير من الأحيان تفسير هذه الأنماط الممالية من خلال الانتواع التبايني اللاحق لفترة من الاتصال الثانوي؛ ما يسبب صعوبة للباحثين الذين يحاولون تحديد أصلها. يفترض توماس ب. سميث وزملاؤه أن المناطق البيئية الانتقالية الكبيرة هي «مراكز للانتواع» (يتضمن الانتواع المحازي)، وتشارك في إنتاج التنوع الحيوي في الغابات المدارية المطيرة. يستشهدون بأنماط التباعد المورفولوجي والجيني لأنواع الجواثم (العصفوريات) البلبل الأخضر الصغير. عاين كريس د. جيجينز وجيمس ماليت مجموعة من الأدبيات التي توثق كل مرحلة من مراحل الانتواع المحازي في الطبيعة مفترضين إمكانية حدوثه واحتماليتها على حد سواء (في الأنواع التي دُرِسَت).